# Ојлерови и Тејт-Брајанови углови
Ојлерове углове је први увео Леонард Ојлер, како би описао ротацију крутог тела око непокретне тачке. Положај тела при овој ротацији може се једнозначно одредити помоћу три угла. Свакој ротацији крутог тела одговара ротација тродимензионог Еуклидског простора, а свака оваква ротација може се представити као композиција три ротације око координатних оса (елементарне ротације). 
Дакле, Ојлерови углови су пример једне уређене тројке међу собом независних параметара који једнозначно одређују ортогоналне трансформације Декартовог координатног система, наравно, уз податак о вектору транслације, који може бити и нула-вектор. Три независна параметра, о којима је реч, одговарају трима степенима слободе код обртања крутог тела око непомичне тачке. 

## Сопствена и светска ротација

### Сопствена ротација
Сопствена ротација је елементарна ротација која се јавља у правцима ротирајућег координатног система {\displaystyle XYZ}, који мења своју оријентацију након сваке елементарне ротације.
Позиција покретних оса може бити достигнута коришћењем три ротације са угловима {\displaystyle \psi ,\theta ,\varphi }. Тако се систем {\displaystyle XYZ} ротира док је систем {\displaystyle xyz} фиксиран. Нека се на почетку систем {\displaystyle XYZ} поклапа са системом {\displaystyle xyz} и нека се ротације врше око покретних оса система {\displaystyle XYZ} на следећи начин: 
- ротација система {\displaystyle XYZ} око {\displaystyle Z}-осе за угао {\displaystyle \psi }. {\displaystyle X}-оса сада лежи на линији чворова;
- ротација система {\displaystyle XYZ} сада око ротиране {\displaystyle X}-осе за угао {\displaystyle \theta }. {\displaystyle Z}-оса сада прелази у своју коначну оријентацију, а {\displaystyle X}-оса остаје линија чворова;
- ротација система {\displaystyle XYZ} трећи пут око нове Z-осе са угао {\displaystyle \varphi }.

### Светска ротација
Светска ротација је елементарна ротација која се јавља у правцима фиксираног координатног система {\displaystyle xyz}.
Нека се на почетку системи {\displaystyle XYZ} и {\displaystyle xyz} поклапају, и нека се ротације врше око фиксираних оса система {\displaystyle xyz} на следећи начин:
- ротација система {\displaystyle XYZ} око {\displaystyle z}-осе за угао {\displaystyle \varphi }. {\displaystyle X}-оса сада гради угао {\displaystyle \varphi } са {\displaystyle x}-осом;
- ротација система {\displaystyle XYZ} поново око {\displaystyle x}-осе за угао {\displaystyle \theta }. {\displaystyle Z}-оса сада гради угао {\displaystyle \theta } са {\displaystyle z}-осом;
- ротација система {\displaystyle XYZ} трећи пут око {\displaystyle z}-осе за угао {\displaystyle \psi }.

Композиција сопствених ротација, названа {\displaystyle (YXZ)} може бити представљена као производ матрица {\displaystyle R(Y,\theta _{1})\cdot R(X,\theta _{2})\cdot R(Z,\theta _{3})}. Углове ротација у следећим изразима означимо са {\displaystyle \theta _{1},\theta _{2},\theta _{3}}. Они се односе на углове сваке од ове три ротације редоследом којим се примењују.
Производ следеће три матрице одређује једну ротацију која одговара композицији три елементарне ротације:
{\displaystyle R(Y,\theta _{1})={\begin{bmatrix}cos\theta _{1}&0&sin\theta _{1}\\0&1&0\\-sin\theta _{1}&0&cos\theta _{1}\end{bmatrix}},R(X,\theta _{2})={\begin{bmatrix}1&0&0\\0&cos\theta _{2}&-sin\theta _{2}\\0&sin\theta _{2}&cos\theta _{2}\end{bmatrix}},R(Z,\theta _{3})={\begin{bmatrix}cos\theta _{3}&-sin\theta _{3}&0\\sin\theta _{3}&cos\theta _{3}&0\\0&0&1\end{bmatrix}}}
Производ {\displaystyle R(Y,\theta _{1})\cdot R(X,\theta _{2})\cdot R(Z,\theta _{3})} је дакле ротација која одговара трима Ојлеровим угловима.

## Ојлерове теореме

### Прва Ојлерова теорема
Свако кретање {\displaystyle g} простора {\displaystyle \mathbb {E} ^{3}} које фиксира произвољну тачку {\displaystyle O'} је ротација око неке оријентисане праве {\displaystyle p} која садржи {\displaystyle O'} за угао {\displaystyle \varphi \in [0,2\pi )}.
Ова теорема тврди да је свако кретање тродимензионог простора које фиксира неку тачку ротација око неке праве за неки угао. Специјално, свако линеарно кретање, тј. оно које фиксира координатни почетак {\displaystyle O}, је ротација око неке праве кроз тачку {\displaystyle O}. 
Пресликавање {\displaystyle f} = {\displaystyle T_{\vec {O'O}}} ◦ {\displaystyle g} ◦ {\displaystyle T_{\vec {OO'}}} је кретање које фиксира координатни почетак. Дакле, {\displaystyle f} је кретање које фиксира {\displaystyle O}, па је оно линеарно пресликавање са матрицом {\displaystyle A} за коју важи {\displaystyle A^{T}A=E}, {\displaystyle detA=1}. За сопствену вредност {\displaystyle \lambda } ({\displaystyle {\vec {v}}} је одговарајући сопствени вектор) важи:
{\displaystyle |{\vec {v}}|} = {\displaystyle |f({\vec {v}})|} = {\displaystyle |A{\vec {v}}|} = {\displaystyle |{\lambda }{\vec {v}}|}= {\displaystyle |{\lambda }||{\vec {v}}|}
Ако је сопствена вредност реална, она је {\displaystyle \lambda =\pm 1} јер кретање чува дужину вектора. Ако је комплексна, њена комплексна норма {\displaystyle |\lambda |} је једнака 1, па су {\displaystyle \lambda =cos\varphi +i*sin\varphi } и {\displaystyle {\bar {\lambda }}=cos\varphi -i*sin\varphi } сопствене вредности ( {\displaystyle \lambda } и {\displaystyle {\bar {\lambda }}} су конјуговане комплексне вредности). Матрица {\displaystyle A} је формата 3x3, па има 3 сопствене вредности од којих је бар једна реална. Како је производ сопствених вредности детерминанта матрице {\displaystyle A}, тј. {\displaystyle detA=1}, постоје 3 случаја:
- {\displaystyle \lambda _{1}=\lambda _{2}=\lambda _{3}=1} : пресликавање {\displaystyle f} је тада идентитет;
- {\displaystyle \lambda _{1}=\lambda _{2}=-1,\lambda _{3}=1} :пресликавање {\displaystyle f} је ротација за угао {\displaystyle \pi } око сопственог вектора {\displaystyle {\vec {p}}} који одговара вредности {\displaystyle \lambda _{3}}
- {\displaystyle {\bar {\lambda _{2}}}=\lambda _{1}=cos\varphi +i*sin\varphi ,\lambda _{3}=1} :пресликавање {\displaystyle f} је ротација за угао {\displaystyle \varphi \in [0,2\pi )} око сопственог {\displaystyle {\vec {p}}} вектора који одговара вредностима {\displaystyle \lambda _{3}};

У сва три случаја изометрија {\displaystyle f} представља ротацију око оријентисане праве {\displaystyle p_{0}} чији је вектор сопствени вектор {\displaystyle {\vec {p}}}, за неки угао {\displaystyle \varphi \in [0,2\pi )}.
Када чињенице компонујемо са транслацијом, добијамо два ефективна начина да објекат доведемо у произвољан положај у простору, што има огромне примене, не само у рачунарској графици, већ и у индустрији, роботици...

### Друга Ојлерова теорема
Свако кретање f простора {\displaystyle \mathbb {E} ^{3}} које чува координатни почетак, може се представити као композиције три сопствене ротације око координатних оса:
```
   

  

    

      

        
f

        
=

        

          
R

          

            
k

          

        

        
(

        
ψ

        
)

        
∘

        

          
R

          

            

              
i

              

                
1

              

            

          

        

        
(

        
θ

        
)

        
∘

        

          
R

          

            

              
k

              
′

            

          

        

        
(

        
φ

        
)

      

    

    
{\displaystyle f=R_{k}(\psi )\circ R_{i_{1}}(\theta )\circ R_{k'}(\varphi )}

  

```

где су {\displaystyle \varphi ,\psi ,\theta } тзв. Ојлерови или Тејт-Брајанови углови. 
Геометријска интерпретација 
Са система јединичних вектора {\displaystyle {\vec {i}}},{\displaystyle {\vec {j}}}, {\displaystyle {\vec {k}}} можемо прећи на систем јединичних вектора {\displaystyle {\vec {i}}'}, {\displaystyle {\vec {j}}'}, {\displaystyle {\vec {k}}'} посредством ове три узастопне ротације: 
1. првом ротацијом триедра {\displaystyle {\vec {i}}},{\displaystyle {\vec {j}}}, {\displaystyle {\vec {k}}} око вектора {\displaystyle {\vec {k}}} за угао {\displaystyle \psi }, мерен у смеру супротном од кретања казаљки на сату, посматрано из правца и смера вектора {\displaystyle {\vec {k}}}, при чему ћемо добити систем јединичних вектора {\displaystyle {\vec {i}}_{1}}, {\displaystyle {\vec {j}}_{1}}, {\displaystyle {\vec {k}}}, такође десне оријентације;
2. другом ротацијом добијеног триедра {\displaystyle {\vec {i}}_{1}}, {\displaystyle {\vec {j}}_{1}}, {\displaystyle {\vec {k}}} око вектора {\displaystyle {\vec {i}}_{1}} за угао {\displaystyle \theta } мерен у смеру супротном од кретања казаљки на сату, посматрано из правца и смера вектора {\displaystyle {\vec {i}}_{1}}, при чему ћемо добити триедар јединичних вектора {\displaystyle {\vec {i}}_{1}}, {\displaystyle {\vec {j}}_{2}}, {\displaystyle {\vec {k}}'}, такође десне оријентације;
3. трећом ротацијом добијеног триедра {\displaystyle {\vec {i}}_{1}}, {\displaystyle {\vec {j}}_{2}}, {\displaystyle {\vec {k}}'} око вектора {\displaystyle {\vec {k}}'} за угао {\displaystyle \varphi }, мерен у смеру супротном од кретања казаљки на сату, посматрано из правца и смера вектора {\displaystyle {\vec {k}}'}, при чему ћемо управо добити систем јединичних вектора {\displaystyle {\vec {i}}'}, {\displaystyle {\vec {j}}'}, {\displaystyle {\vec {k}}'}.

Као што се види из слике, са {\displaystyle \psi ,\theta ,\varphi } означени су респективно ови углови: {\displaystyle \psi }=({\displaystyle {\vec {i}}}, {\displaystyle {\vec {i}}_{1}}), {\displaystyle \theta } =({\displaystyle {\vec {k}}}, {\displaystyle {\vec {k}}'}) и {\displaystyle \varphi }({\displaystyle {\vec {i}}_{1}}, {\displaystyle {\vec {i}}'}) (у астрономији се ти углови редом зову прецесија, чиста ротација и нутација). Углови {\displaystyle \psi ,\theta ,\varphi } зову се Ојлерови углови и једнозначно одређују трансформацију триедра {\displaystyle {\vec {i}}}, {\displaystyle {\vec {j}}}, {\displaystyle {\vec {k}}} на триедар {\displaystyle {\vec {i}}'}, {\displaystyle {\vec {j}}'}, {\displaystyle {\vec {k}}'}, тј координатног система Oxyz на координатни систем {\displaystyle O_{x'y'z'}}, и обрнуто. 
Ако тачка М има у систему {\displaystyle O_{xyz}} координате {\displaystyle (x,y,z)}, а у систему {\displaystyle O_{x'y'z'}} координате {\displaystyle (x',y',z')} тада у (1) односно (2) треба само уместо вектора {\displaystyle {\vec {i}}'}, {\displaystyle {\vec {j}}'}, {\displaystyle {\vec {k}}'} и {\displaystyle {\vec {i}}}, {\displaystyle {\vec {j}}}, {\displaystyle {\vec {k}}} ставити {\displaystyle x',y',z'} и {\displaystyle x,y,z}.
Ојлерови углови су пример једне тројке међу собом независних параметара који једнозначно одређују ортогоналне трансформације Декартових координатних система, то су трансформације које фиксирају координатни почетак. Три независна параметра, о којима је реч, одговарају трима степенима слободе код обртања крутог тела око непомичне тачке. Отуда и значај Ојлерових углова у механици.

## Тејт-Брајанови углови
Уобичајено је да се углови {\displaystyle \psi ,\theta ,\varphi } називају Ојлерови углови ако се врши ротација око исте сопствене осе два пута, а Тејт-Брајанови углови, ако су сопствене ротације око различитих оса.
Тејт-Брајнова конвенција је више од века у употреби у аеронаутици.
Углови {\displaystyle \psi ,\theta ,\varphi } представљају:
{\displaystyle \psi }-угао скретања
{\displaystyle \theta }-угао пропињања
{\displaystyle \varphi }-угао ваљања
Тејт-Брајанови углови представљају једну од конвенција Ојлерових углова.

Аналитичко одређивање Тејт-Брајанових углова:
У практичним применама се поставља питање: како за ортогоналну матрицу {\displaystyle A=(a_{ij})} одредити углове {\displaystyle \psi ,\theta ,\varphi } где је {\displaystyle \psi ,\varphi \in [0,{\frac {\pi }{2}})}, a {\displaystyle \theta \in ({\frac {-\pi }{2}},{\frac {\pi }{2}})}?
Колоне {\displaystyle [{\vec {f}}_{1}]_{e}=(a_{11},a_{21},a_{31})}, {\displaystyle [{\vec {f}}_{2}]_{e}=(a_{12},a_{22},a_{32})}, {\displaystyle [{\vec {f}}_{3}]_{e}=(a_{13},a_{23},a_{33})} матрице {\displaystyle A}, су координате слика базних вектора светског координатног репера, при кретању {\displaystyle f}. Те колоне су такође и базни вектори сопственог репера {\displaystyle O_{x'y'z'}}. Видимо да је {\displaystyle \psi } угао између осе {\displaystyle Ox} и пројекције {\displaystyle n^{\bot }} вектора {\displaystyle {\vec {f}}_{1}} осе {\displaystyle O_{x'}} на раван {\displaystyle Oxy} . Та пројекција има координате ({\displaystyle a_{11}}, {\displaystyle a_{21}}, 0), па је 
{\displaystyle (cos\psi ,sin\psi )={\frac {(a_{11},a_{21})}{\sqrt {a_{11}^{2}+{a_{21}^{2}}}}}} = 
{\displaystyle \left({\frac {a_{11}}{\sqrt {1-a_{31}^{2}}}},{\frac {a_{21}}{\sqrt {1-a_{31}^{2}}}}\right)}.
Такође {\displaystyle {\frac {\pi }{2-\theta }}} је угао између вектора {\displaystyle {\vec {f}}_{1}} осе {\displaystyle O_{x'}} и негативног дела осе {\displaystyle Oz} па је зато
{\displaystyle sin\theta =-a_{31},cos\theta ={\sqrt {1-a_{31}^{2}}}}
Да бисмо одредили угао {\displaystyle \varphi }, приметимо да је вектор осе {\displaystyle O_{y1}} (линије чворова) једнак {\displaystyle {\vec {n}}=(-sin\varphi ,cos\varphi ,0)}. Угао {\displaystyle \varphi } је угао између линије чворова и вектора {\displaystyle {\vec {f}}_{2}} осе {\displaystyle O_{y'}}, па је, користећи претходне формуле
{\displaystyle cos\theta ={\vec {n}}\circ {\vec {f}}_{2}={\frac {a_{11}a_{22}-a_{12}a_{21}}{\sqrt {1-a_{31}^{2}}}}={\frac {a_{33}}{\sqrt {1-a_{31}^{2}}}}}
Последња једнакост важи зато што је {\displaystyle a_{11}a_{22}-a_{12}a_{21}} трећа координата векторског производа {\displaystyle {\vec {f}}_{1}\times {\vec {f}}_{2}={\vec {f}}_{3}}. Синус угла {\displaystyle \varphi } добијамо сличним рачуном 
{\displaystyle sin\varphi =-cos(\varphi +{\frac {\pi }{2}})=-{\vec {n}}\circ {\vec {f}}_{3}=...={\frac {a_{23}}{\sqrt {1-a_{31}^{2}}}}}

## Практична примена
Жироскоп је уређај, налик чигри, који користи закон о одржању момента ротације да би регистровао промену положаја објекта. Наиме, жироскоп се монтира унутар три међусобно угњеждена прстена који независно могу да ротирају. Како год ми променили положај тог система жироскоп ће се једнако вртети, а прстенови ће мењати положај и тиме мерити Ојлерове углове. 
Када се такав жироскоп постави унутар летелице, пилот у сваком тренутку зна у ком се положају налази авион. Жироскопи се данас још користе у роботици, сигурносним системима у аутомобилима, за беспилотне летелице, системе стабилизације у фотоапаратима… Електронске верзије жироскопа су величине неколико милиметара и можемо их наћи у мобилним телефонима. 
Ојлерови углови се такође користе у механици лета артиљеријских ракета, роботици.